# Notarieel recht (België)
Het Belgisch notarieel recht is een rechtstak binnen het Belgisch burgerlijk recht die de werking van het notariaat regelt. Het notarieel recht is in beginsel geregeld in de wet van van 25 ventôse jaar XI op het notarisambt.

## Notarisambt
Een notaris is een openbare ambtenaar, aangesteld om alle akten en contracten te verlijden waaraan partijen de authenticiteit van overheidsakten moeten of willen doen verlenen, de dagtekening ervan te verzekeren, ze in bewaring te houden en er grossen en uitgiften van af te geven.
Notarissen worden benoemd door de Koning. Ze blijven aangesteld tot de leeftijd van zeventig jaar (tot 2017 67 jaar). Vanaf de leeftijd van 69 jaar worden zij beschouwd als ontslagnemend, waardoor de vervangingsprocedure in werking treedt. Een notaris blijft evenwel ook na zijn 70e verjaardag in functie tot de eedaflegging van zijn opvolger.
Omdat een notaris de enige ambtenaar is die rechtsgeldig akten kan verlijden, heeft hij een zogenaamde ministerieplicht. Dit houdt in dat zij of hij verplicht is haar of zijn dienst te verlenen telkens daarom wordt gevraagd. Een notaris mag met andere woorden geen opdrachten weigeren.
Iedere notaris moet kantoor houden (tot 2017 "verblijf houden" genoemd) in de standplaats hem door de Koning aangewezen. Notarissen die zich hier niet aan houden, worden zwaar gesanctioneerd, daar zij als ontslagnemend worden beschouwd. De minister van Justitie kan dan op advies van het gerecht een vervanger voorstellen aan de Koning. In de regel mogen notarissen hun ambt enkel uitoefenen binnen het gerechtelijk arrondissement waarin hun standplaats is gelegen. Uitzonderlijk mogen notarissen ook buiten hun ambtsgebied optreden in de gevallen waarbij partijen persoonlijk moeten verschijnen maar fysiek niet in staat zijn zich te verplaatsen naar het kantoor.

### Honorarium
Volgens weekblad Knack verdient een Vlaamse notaris gemiddeld 50.000 à 100.000 Euro per maand, weliswaar voor belastingen maar na aftrek van kosten en afschrijvingen. Dit honorarium behoort tot de hoogste ter wereld. Volgens De Standaard is een maandloon van 100.000 Euro hierbij geen uitzondering. VRT Nieuwsredactie meldt dat de slechtst boerende notarissen nog steeds 60.000 à 70.000 Euro per maand verdienen.
In 2018 werd in de Kamer een Wetsvoorstel ingediend om het honorarium van de notaris te verlagen tot ongeveer 1/20ste van wat het nu is, of een verlaging met -95%.

### Verboden handelingen
Het ambt van notaris is strikt geregeld. Om belangenvermenging tegen te gaan, is het de notarissen daarom verboden:
- hun ambt uit te oefenen buiten hun rechtsgebied als de voornoemde uitzondering niet van toepassing is;
- een bijkantoor of antenne te hebben buiten hun standplaats;
- zich van een stroman te bedienen voor handelingen die hij niet zelf mag verrichten;
- hun personeel te laten optreden in het verlijden van aktes, met uitzondering van de sterkmaking en de algemene of bijzondere schriftelijke lastgeving;
- zich borg te stellen voor de leningen die hij gelast is vast te stellen, in welke hoedanigheid dan ook;
- zelf of door een tussenpersoon handel te drijven;
- zelf of door een tussenpersoon zaakvoerder, gemachtigd bestuurder of vereffenaar te zijn van een vennootschap;
- zelf of door een tussenpersoon bestuurder te zijn van een vennootschap, tenzij de minister van Justitie daar toestemming voor geeft;
- op eigen naam of door een tussenpersoon fondsen die hij in bewaring ontvangen heeft, te eigen bate te beleggen;
- biljetten of schuldbekentenissen te laten ondertekenen, waarin de naam van de schuldeiser oningevuld is gebleven.

Het ambt van notaris is gekoppeld en enkele onverenigbaarheden. Zo mag een notaris niet tegelijkertijd een ambt van de rechterlijke orde, zoals rechter, procureur, advocaat uitoefenen. Evenmin mag een notaris tegelijkertijd lid zijn van de Raad van State of van diens auditoraat, coördinatiebureau of griffie; Notarissen mogen bovendien geen ontvanger van de directe of indirecte belastingen of politiecommissaris zijn.

### Benoemingsprocedure
Het getal en de spreiding van de notariskantoren in een arrondissement, evenals de standplaatsen ervan worden door de Koning derwijze bepaald dat er niet meer dan één notaris is per 9.000 inwoners. Notarissen moeten een boekhouding bijhouden en moeten deze gedurende 10 jaar bewaren. Zij moeten daarbij een onderscheid maken tussen hun eigen rekeningen en een derdenrekening. Op deze derdenrekening worden alle gelden gestort die notarissen in de uitoefening van hun beroep ontvangen ten behoeve van cliënten of derden. Hieraan koppelt de Wet Notarisambt voor individuele notarissen (die niet actief zijn in een vennootschap) een verplichte verzekering voor burgerlijke aansprakelijkheid die ten minste het bedrag van 5.000.000 euro moet waarborgen.
Om tot kandidaat-notaris te kunnen worden benoemd, moet men:
- Belg of onderdaan zijn van een lidstaat van de Europese Unie en in het genot van de burgerlijke en politieke rechten;
- houder zijn van het stagecertificaat of van het bekwaamheidscertificaat;
- en voorkomen op de definitieve lijst van kandidaat-notarissen.

Een stagecertificaat kan men verkrijgen als men als voornaamste activiteit een stage van ten minste drie volle jaren verrichten in een of meer notariskantoren. De stage kan maximaal voor de duur van één jaar onderbroken worden. De stage kan pas ingaan nadat de betrokkene het diploma van licentiaat of master in het notariaat heeft behaald. Men wordt ingeschreven op de definitieve lijst als men geslaagd is voor de nodige examens.
Kandidaat-notarissen kunnen, na het afleggen van een examen, door de Koning worden benoemd tot notaris. Binnen de twee maanden na zijn benoeming moet de notaris zijn eed afleggen ter terechtzitting van de rechtbank.
Deze eed luidt in het Nederlands als volgt:
Ik zweer getrouwheid aan de Koning, gehoorzaamheid aan de Grondwet en aan de wetten van het Belgisch volk.
Deze eed luidt in het Frans als volgt:
Je jure fidélité au Roi, obéissance à la Constitution et aux lois du Peuple belge.
Deze eed luidt in het Duits als volgt:
Ich schwöre Treue dem König, Gehorsam der Verfassung und den Gesetzen des belgisches Volkes.
Daarnaast moeten de notarissen tevens zweren hun ambt nauwgezet en eerlijk te zullen vervullen.

### Plaatsvervanging
Wanneer een notaris tijdelijk verhinderd is zijn ambt uit te oefenen of wanneer een plaats vacant is, kan het notarisambt door een plaatsvervanger worden waargenomen. De plaatsvervanger wordt gekozen uit de kandidaat-notarissen, de notarissen en de erenotarissen. De voorzitter van de rechtbank van eerste aanleg van het arrondissement waarin de notaris zijn standplaats heeft duidt de plaatsvervanger aan.

## Notariële akten
Het originele exemplaar van de authentieke akte wordt de minuut genoemd. De minuut wordt bewaard door de notaris, die er afschriften van kan verlenen. Een afschrift is een kopie van de akte met daarop de handtekening en het zegel van de notaris. Een eensluidend afschrift van de akte, voorzien van een uitvoerbaarheidsformule, wordt een grosse genoemd. Deze worden uitgegeven met het oog op de gedwongen uitvoering ervan.
De notaris houdt een archief bij met daarin alle akten die hij verlijdt. Wanneer de akte voor meerdere notarissen wordt verleden, wordt zij alleen bijgehouden door de notaris die de minuut bewaart.

### Vrije keuze van de notaris
De akten worden verleden voor minstens één notaris. Behoudens wanneer de notaris wordt aangeduid door de rechtbank, staat het partijen vrij om hun notaris te kiezen. Indien een notaris evenwel vaststelt dat er tegenstrijdige belangen of onevenwichtige bedingen voorliggen, brengt zij of hij de partijen ervan op de hoogte dat het hen vrijstaat een andere notaris aan te duiden.
De notarissen mogen geen akten verlijden waarin zij zelf, hun echtgenoot of wettelijk samenwonende of hun bloed- of aanverwanten, in de rechte lijn zonder onderscheid van graad, en in de zijlijn tot en met de tweede graad partij zijn of waarin enige bepaling in hun voordeel voorkomt. Uitzondering hierop zijn de notulen van de algemene vergadering van aandeel- of obligatiehouders van een naamloze vennootschap, van een besloten vennootschap of van een coöperatieve vennootschap, tenzij de voormelde personen lid van het bureau, bestuurder, zaakvoerder, commissaris of vereffenaar van de vennootschap zijn. In die gevallen herleeft het verbod.

### Verplichte vermeldingen
Alle notariële akten vermelden de naam, de gebruikelijke voornaam en de standplaats van de notaris die ze verlijdt. Een geassocieerde notaris vermeldt ook de benaming en de zetel van de vennootschap waarvan hij deel uitmaakt. De partijen worden in de akte vermeld met hun naam, gevolgd door hun voornamen, hun plaats en datum van geboorte en hun woonplaats. De partijen die beschikken over een rijksregisternummer of aan wie een identificatienummer van het bisregister werd toegekend, worden tevens met dit nummer vermeld, behalve wanneer de akte wordt verleden buiten het kantoor van de notaris en het nummer niet beschikbaar is op het voorgelegde identiteitsbewijs. Ingeval de waarmerking op basis van de identiteitskaart gebeurt, volstaan de eerste twee voornamen in de plaats van de opname van alle voornamen. De voornamen worden vermeld in de volgorde waarin zij voorkomen in het stuk op grond waarvan de identificatie is gebeurd.
De akten vermelden eveneens de namen, de gebruikelijke voornamen en de woonplaats van de in de getuigen, alsook de plaats waar en de datum waarop de akten worden verleden. Van comparanten die enkel als vertegenwoordiger of gemachtigde optreden, of die enkel bijstand verlenen, dienen enkel de naam, voornamen en woonplaats te worden vermeld.
De bedragen die het voorwerp uitmaken van een betalingsverplichting worden voluit geschreven. In het geval dat de instrumenterende notaris de minuut van gezegde volmacht bewaart, of indien hij het brevet of de uitgifte ervan reeds aan een akte van zijn ambt gehecht heeft, moet de volmacht niet aan de minuut worden gehecht.

### Rol van de notaris
De notaris licht elke partij altijd volledig in over de rechten, verplichtingen en lasten die voortvloeien uit de rechtshandelingen waarbij die betrokken is en geeft aan alle partijen op onpartijdige wijze raad. De notaris moet tevens de akte toelichten. De verplichte vermeldingen en de wijzigingen die werden aangebracht aan het vooraf meegedeelde ontwerp van de akte moeten steeds integraal worden voorgelezen. Bij het opmaak of het aanpassen akten waarbij de aanwezigheid van getuigen vereist is, moet bovendien de volledige akte worden voorgelezen. Reeds voor het verlijden van de akte moeten de partijen in het bezit zijn van een ontwerp van de akte. Partijen worden geacht dit ontwerp tijdig te hebben ontvangen indien zij deze minstens vijf werkdagen voor het verlijden van de akte kregen medegedeeld. Van de toelichting van de akte, van de datum waarop de partijen vooraf kennis hebben gekregen van het ontwerp van de akte en van de gedeeltelijke of integrale voorlezing van de akte wordt in het slot van de akte melding gemaakt.
Sinds 2017 is het tevens mogelijk om een notariële akte op afstand te verlijden. Dit dient te gebeuren voor twee of meer notarissen, waarbij de partijen en andere tussenkomende personen verschijnen voor de notaris van hun keuze en via videoconferentie het verlijden van de akte bijwonen. Voorwaarde is wel dat alle betrokken hiermee akkoord gaan.

### Getuigen
Een notaris moet zich laten bijstaan door twee getuigen van minstens 18 jaar bij het verlijden van een internationaal testament. Volgende personen mogen niet als getuige optreden:
- de instrumenterende notaris;
- notarissen waarmee de instrumenterende notaris geassocieerd is;
- de partijen;
- de echtgenoot of wettelijk samenwonende van de instrumenterende notaris, een geassocieerde notaris of een partij;
- bloed- of aanverwanten van de instrumenterende notaris of een geassocieerde notaris  of een partij, in de rechte lijn zonder onderscheid van graad, en in de zijlijn tot en met de tweede graad;
- de klerken en personeelsleden van de instrumenterende notaris of een geassocieerde notaris;

Bovendien mogen ook echtgenoten en wettelijk samenwonenden geen getuigen zijn bij dezelfde akte. Als het gaat om testamenten mogen de legatarissen, ten welken titel ook, alsook hun echtgenoot of wettelijk samenwonende, hun bloed- of aanverwanten in de rechte lijn zonder onderscheid van graad, en in de zijlijn tot en met de tweede graad, noch hun personeelsleden, als getuige optreden.

### Opmaak van de akte
Notariële akten moeten worden met onuitwisbare inkt worden opgesteld. Ze moeten leesbaar zijn en mogen geen verkortingen, witte vakken, gapingen of tussenruimten bevatten. Op ieder enkel of dubbel blad van een akte die meer dan één blad beslaat, wordt vermeld welk nummer het heeft. Deze vermelding wordt geparafeerd of getekend door alle ondertekenaars van de akte, tenzij hun paraaf of handtekening reeds op het blad voorkomt. Notarissen die zich niet houden aan deze regels omtrent de opstelling van hun akten, kunnen door de Wet Notarisambt worden gestraft met een geldboete van 100 Belgische frank. Men moet echter aannemen dat dit sinds de invoering van de euro in België in 2002 dient te worden gelezen als een geldboete van 2,5 euro. De akten worden ondertekend door de partijen, de getuigen en de notaris. Van de ondertekening wordt melding gemaakt in het slot van de akte.
Bijvoegingen mogen slechts op de kant van de akte worden bijgeschreven en worden zowel door de notarissen als door de andere ondertekenaars getekend of geparafeerd. Zo niet zijn deze op bijvoegingen nietig. Overschrijvingen, tussenregels en bijvoegingen in het lichaam van de akte zijn niet toegelaten en zijn nietig. De notaris kan een geldboete van 1,25 euro oplopen indien zij of hij zich niet aan deze laatste regel houdt, kan worden veroordeeld tot het betalen van een schadeloosstelling en kan zelfs worden afgezet indien er sprake is van bedrog. Als er een materiële vergissing of een vergetelheid in de akte is geslopen, kan de notaris, onder zijn verantwoordelijkheid, aanvullingen aanbrengen aan de voet van de minuut. Dit kan gebeuren ten laatste tot de overschrijving van de akte op het bevoegde kantoor van de Algemene Administratie van de Patrimoniumdocumentatie.
De notaris die de wetgeving overtreedt betreffende de afgeschafte namen en hoedanigheden, de feodale bedingen en uitdrukkingen, de wettelijke meeteenheden en -werktuigen of het tiendelig stelsel, wordt veroordeeld tot honderd frank geldboete. Ook hier geldt dat men dit dient te lezen als een geldboete van 2,5 euro. Deze boete wordt verdubbeld in geval van herhaling.
Ieder notaris moet een eigen zegel of stempel hebben met daarop zijn naam, ambt en standplaats alsook het Rijkswapen. De grossen en uitgiften van zijn akten dragen een afdruk van dat zegel.

### Digitale volmacht via videoconferentie
Naar aanleiding van de beperkte mobiliteit tijdens de coronacrisis in België werd in april 2020 versneld de mogelijkheid ingevoerd om akten digitaal te ondertekenen. Dat verloopt in de praktijk via een tussenstap: de burger-cliënt stelt via een beveiligde videoverbinding met de notaris een volmacht op aan een medewerker van de notaris of aan een vertrouwenspersoon die zich wel naar de notaris verplaatst, en ondertekent die met zijn elektronische identiteitskaart in een kaartlezer. De medewerker of vertrouwenspersoon ondertekent dan de eigenlijke akte. Tijdens de coronacrisis werden hiervoor geen extra kosten in rekening gebracht.

### Beheer van de akte
De notaris is verplicht de minuut te bewaren van alle akten die hij verlijdt, met uitzondering van verklaringen betreffende het in leven zijn van personen, volmachten, akten van bekendheid, kwijtingen van pachtgelden, huurgelden, lonen, pensioenuitkeringen en rentetermijnen, en andere eenvoudige akten die volgens de wet in brevet mogen worden uitgegeven. Alleen de notaris die de minuut bewaart, mag er grossen en uitgiften van afgeven. De notaris mag geen minuut uit handen geven, behalve in de gevallen bij de wet bepaald of krachtens een vonnis. Als de notaris een minuut toch uit handen moet geven, dan laat zij of hij daarvan een fotografische afdruk maken en deze wordt, na vergelijking met het origineel door de voorzitter van de rechtbank van eerste aanleg, die daarvan proces-verbaal opmaakt, in de plaats gesteld van de minuut tot dat deze wordt teruggegeven. De notaris mag er grossen of uitgiften van afgeven, zij dat dat die het proces-verbaal moeten vermelden.
Alle gedematerialiseerde notariële akten en gedematerialiseerde afschriften van alle akten die op papier zijn verleden, worden bewaard in de Notariële Aktebank. Binnen de vijftien dagen na het verlijden van de akte moet hetzij de gedematerialiseerde akte, hetzij het gedematerialiseerde afschrift van de akte die op papier is verleden, worden gedeponeerd en opgenomen in deze Notariële Aktebank. Dit afschrift heeft dezelfde bewijswaarde als de eerste uitgifte van de minuut op papier. Testamenten, herroepingen van testamenten en contractuele erfstellingen vallen niet onder deze verplichting.

### Uitvoerbaarheid van de akte
Alleen de grossen worden in uitvoerbare vorm afgegeven. Op de minuut maakt de notaris melding van de aangifte van een eerste grosse aan elk van de belanghebbende partijen. Op straffe van afzetting mag hij hun geen tweede grosse afgeven, behalve als de voorzitter van de rechtbank van eerste aanleg daartoe een beschikking uitvaardigt. Deze beschikking moet aan de minuut gehecht blijven.
Grossen hebben hetzelfde hoofd en slot als de grossen van de vonnissen van de rechtbanken. Sinds 21 juli 2013 luidt deze Nederlandstalige formule van tenuitvoerlegging als volgt:
Wij, FILIP, Koning der Belgen,
Aan allen die nu zijn en hierna wezen zullen, doen te weten:
Lasten en bevelen dat alle daartoe gevorderde gerechtsdeurwaarders dit arrest, dit vonnis, deze beschikking, dit bevel of deze akte ten uitvoer zullen leggen;
Dat Onze procureurs-generaal en Onze procureurs des Konings bij de rechtbanken van eerste aanleg daaraan de hand zullen houden en dat alle bevelhebbers en officieren van de openbare macht daartoe de sterke hand zullen bieden wanneer dit wettelijk van hen gevorderd wordt;
Ten blijke waarvan dit arrest, dit vonnis, deze beschikking, dit bevel of deze akte is ondertekend en gezegeld met het zegel van het hof, de rechtbank of de notaris.
De Franstalige formule luidt als volgt:
Nous, PHILIPPE, Roi des Belges,
A tous, présents et à venir, faisons savoir:
Mandons et ordonnons à tous huissiers de justice, à ce requis de mettre le présent arrêt, jugement, ordonnance, mandat ou acte à exécution;
A Nos procureurs généraux et Nos procureurs du Roi près les tribunaux de première instance, d'y tenir la main, et à tous commandants et officiers de la force publique d'y prêter main forte lorsqu'ils en seront légalement requis;
En foi de quoi le présent arrêt, jugement, ordonnance, mandat ou acte a été signé et scellé du sceau de la cour, du tribunal ou du notaire.
De Duitstalige formule luidt als volgt:
Wir, PHILIPPE, König der Belgier, tun allen Gegenwärtigen und Zukünftigen kund:
Beauftragen und weisen alle darum ersuchten Gerichtsvollzieher an, dieser Entscheid, dieses Urteil, dieser Beschluss, dieser Befehl oder diese Urkunde zu vollstrecken;
Unsere Generalprokuratoren und Prokuratoren des Königs bei den erstinstanzlichen Gerichten, die Durchführung der Vollstreckung zu überwachen sowie alle Befehlshaber und Beamte der öffentlichen Gewalt, Beistand dabei zu leisten, wenn sie gesetzmässig dazu aufgefordert werden;
Zur Beurkundung dessen wurden dieser Entscheid, dieses Urteil, dieser Beschluss, dieser Befehl oder diese Urkunde unterzeichnet und mit dem Siegel des Gerichts oder des Notars versehen
Alle notariële akten leveren bewijs op in rechte en zijn in het gehele Rijk uitvoerbaar. De uitvoerbare kracht strekt zich uit tot alle verbintenissen die zijn aangegaan in de akte. Een notariële akte is immers een uitvoerbare titel. Dit betekent dat notariële akten, die authentieke akten zijn, onmiddellijk tenuitvoer kunnen worden gelegd door een gerechtsdeurwaarder. In tegenstelling tot onderhandse akten is het voor notariële akten immers niet nodig dat een rechter de uitvoering ervan beveelt in een uitvoerbare rechterlijke uitspraak.
In geval van strafvordering wegens valsheid wordt de uitvoering van de van valsheid betichte akte niettemin geschorst door het arrest waarbij de kamer van inbeschuldigingstelling de zaak naar het hof van assisen verwijst of, in geval van correctionalisering van het misdrijf, door de uitspraak van het gerecht dat de zaak naar de correctionele rechtbank verwijst. In geval van valsheidsincident in burgerlijke zaken kan de rechtbank, al naar de ernst van de omstandigheden, de uitvoering van de akte voorlopig schorsen.
Wanneer in een notariële akte wordt verwezen naar een vroeger verleden akte, zijn beide akten samen uitvoerbaar, mits zij voldoen aan de verplichte vermeldingen en mits in de meest recente akte bovendien de uitdrukkelijke, onvoorwaardelijke en specifieke verklaring van partijen wordt opgenomen, waarin zij bevestigen dat beide akten één geheel vormen om samen uitvoerbaar te zijn.
Indien een akte moet worden uitgevoerd in het buitenland, wordt deze gelegaliseerd door de minister van Buitenlandse Zaken.